# 瓦克拉普卡拉山
瓦克拉普卡拉山（西班牙語：Waqrapukara），是秘魯的山峰，位於該國南部庫斯科大區，由阿科馬約省的波馬坎奇區負責管轄，屬於安地斯山脈的一部分，海拔高度4,140米。